# Flyers de Fort Worth
Les Flyers de Fort Worth (Fort Worth Flyers en anglais), étaient une équipe de la NBA Development League, ligue américaine mineure de basket-ball créée et dirigée par la NBA. L'équipe est basée à Fort Worth au Texas.

## Affiliation
Elle est associée aux  Hornets de Charlotte, Mavericks de Dallas et 76ers de Philadelphie.

## Joueurs célèbres ou marquants
- Luke Schenscher
- Ime Udoka
- Martell Webster
- Lou Williams